# Endospore

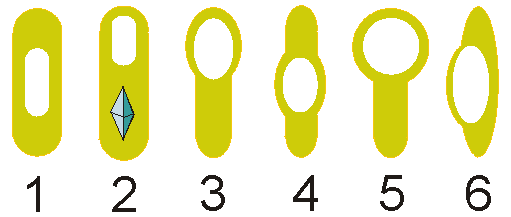
Form und Lage von Endosporen bei verschiedenen Bakterien:
1. Spore zentral
2. Spore terminal mit Einschlusskörper (Protein)
3. Spore terminal, Bakterie keulenförmig aufgetrieben
4. Spore zentral, Bakterie spindelförmig aufgetrieben („Clostridium-Form“)
5. Spore terminal, rund = Plectridium
6. Spore lateral, Bakterie spindelförmig aufgetrieben

Als Endospore bezeichnet man eine Überdauerungsform, die innerhalb eines Organismus bzw. einer Zelle gebildet wird. Sporen, die dagegen außerhalb des Organismus gebildet werden,  werden als Exosporen bezeichnet.

## Endosporen bei Bakterien

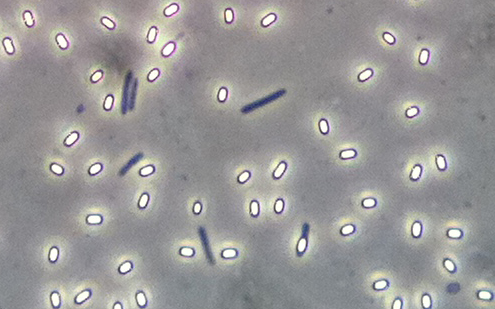
Bakterien der Gattung Bacillus bei der Sporenbildung.
(ungefärbt, Phasenkontrastmikroskopie)

### Bildung
Einige Gram-positive Bakterien bilden als Reaktion auf einen Hungerzustand Endosporen (Sporulation). Ein Mangel an Guaninnukleotiden im Zytoplasma löst dabei eine inäquale (ungleiche) Zweiteilung des Protoplasten innerhalb der Zellwand und einen anschließenden Endocytose-ähnlichen Prozess aus, der die Spore bildet. Im Gegensatz zu den meisten anderen Sporen handelt es sich bei Endosporen überwiegend nicht um Vermehrungsformen, da jede Zelle in der Regel nur eine Endospore bildet und bei deren Freisetzung zugrunde geht; nur in seltenen Fällen (beispielsweise Anaerobacter polyendosporus) werden mehrere (bis sieben) Endosporen gebildet.
Bekannte Endosporenbildner sind viele Arten der Gattungen Bacillus und Clostridium, insbesondere Bacillus anthracis (Milzbrand), Clostridium botulinum (Botulismus) und Clostridium tetani (Tetanus). Doch auch andere Gattungen wie Desulfotomaculum, Sporolactobacillus, Sporosarcina und Thermoactinomyces können Endosporen bilden. Sie alle gehören dabei zur Abteilung Firmicutes.
Andere Endosporenbildner-Gattungen sind:
- Acetonema, Alkalibacillus, Ammoniphilus, Amphibacillus, Anaerobacter, Anaerospora, Aneurinibacillus, Anoxybacillus
- Brevibacillus
- Caldanaerobacter, Caloramator, Caminicella, Cerasibacillus, Clostridiisalibacter, Cohnella
- Dendrosporobacter, Desulfosporomusa, Desulfosporosinus, Desulfovirgula, Desulfunispora, Desulfurispora
- Filifactor, Filobacillus
- Gelria, Geobacillus, Geosporobacter, Gracilibacillus
- Heliobacterium, Heliophilum
- Lentibacillus
- Mahella, Moorella
- Oceanobacillus, Ornithinibacillus, Oxalophagus, Oxobacter
- Paenibacillus, Paraliobacillus, Pelospora, Pelotomaculum, Piscibacillus, Pontibacillus, Propionispora
- Salinibacillus, Salsuginibacillus, Sporacetigenium, Sporoanaerobacter, Sporobacter, Sporobacterium, Sporohalobacter, Sporomusa, Sporotalea, Sporotomaculum, Syntrophospora
- Tenuibacillus, Tepidibacter, Terribacillus, Thalassobacillus, Thermoacetogenium, Thermoalkalibacillus, Thermoanaerobacter, Thermoanaeromonas, Thermobacillus, Thermovenabulum, Tuberibacillus
- Virgibacillus, Vulcanobacillus

### Eigenschaften
Wichtige Charakteristika der Bakterien-Endosporen sind zum einen ihre hohe Resistenz gegenüber schädlichen Umwelteinflüssen und zum anderen ihre metabolische Inaktivität (Dormanz). Ein Stoffwechsel lässt sich nicht nachweisen (Kryptobiose). Sie weisen eine hohe Widerstandsfähigkeit gegen Hitze, Kälte, Austrocknung, verschiedene Arten von Strahlung, chemische Agentien, Lysozym und extreme pH-Werte auf. Die Resistenzen beruhen auf den verschiedenen morphologischen Besonderheiten der Spore: der mehrschichtigen Hülle (protein coat und peptidoglycan cortex), der sehr dichten und wenig durchlässigen inneren Sporenmembran und dem geringen Wassergehalt im Sporenkern. Die DNA der Endosporen wird durch SASPs (small acid soluble [spore] proteins) geschützt. Undurchlässigkeit der Sporenhülle für radiochemische Produkte und Bindung freier Radikale durch schwefelhaltige Bestandteile verleihen ihnen Resistenz gegen ionisierende Strahlung.
Bakterien-Endosporen enthalten Calciumdipicolinat, ein charakteristischer Stoff, der bei vegetativen Zellen nicht vorkommt.
Bakterien-Endosporen als Ruhestadien können lange Zeit überdauern; so wurden lebensfähige Sporen im Magen einer in Bernstein konservierten Biene gefunden, welche über 25 Millionen Jahre alt sind. Allerdings wird diskutiert, ob das untersuchte Material mit rezenten Endosporen verunreinigt war. Fest steht jedoch, dass Endosporen sehr lange Zeit überdauern können. 
Bakterien-Endosporen sind im Phasenkontrast-Mikroskop als stark lichtbrechende, helle Strukturen erkennbar. Wegen der Undurchlässigkeit der Hüllen für sehr viele Stoffe, die ihnen Resistenz gegen diese Stoffe verleiht, nehmen sie bei üblichen Färbeverfahren keinen Farbstoff auf, sie können aber durch ein spezielles Färbeverfahren (Endosporenfärbung) angefärbt werden.

### Keimung
Aus Endosporen können unter bestimmten Milieubedingungen wieder aktive („vegetative“) Entwicklungsstadien der Bakterien hervorgehen. Aus einer Endospore entwickelt sich dabei ein einzelliges Bakterium. Man unterscheidet drei Phasen: Zunächst muss in den meisten Fällen die Endospore aktiviert werden. Die Aktivierung besteht wahrscheinlich im Wesentlichen in einer Erhöhung der Permeabilität der Sporenhülle, so dass stoffliche Induktoren (Signalstoffe) der Sporenkeimung von außen eindringen können. Dies kann durch Alterung geschehen (gefördert durch hohe Temperaturen) oder durch mechanische Schädigung. Wenn nach dieser Phase der Aktivierung bestimmte, artspezifische Induktoren im Außenmilieu vorhanden sind, wird die Keimung im engeren Sinn (englisch germination) eingeleitet. Als Keimungsinduktoren wirken solche Stoffe, die in natürlicher Umgebung in der Regel bei Bedingungen vorhanden sind, die für das Wachstum des Bakteriums günstig sind. Beispiele dafür sind durch das Bakterium nutzbare Energiequellen (beispielsweise Glucose) und Nährstoffe (beispielsweise Adenosin und L-Alanin). Bei der Keimung wird die Sporenhülle durch teilweisen Abbau geschwächt. Beim Auswachsen (englisch outgrowth) nimmt die Zelle durch Wasseraufnahme und Wachstum (Bildung von neuen Zellbestandteilen) an Volumen zu, sprengt die Sporenhülle und bildet eine neue Zellwand.

## Belege
1. ↑  Peter Setlow: Spore Resistance Properties. In: Microbiology Spectrum. American Society for Microbiology Press, 2014.
2. ↑   R. J. Cano, M. K. Borucki: Revival and identification of bacterial spores in 25- to 40-million-year-old Dominican amber. In: Science. Bd. 268, Nr. 5213, 1995, S. 1060–1064. doi:10.1126/science.7538699